# Julius Lindemann (Sänger)
Julius Lindemann (* 22. Januar 1822 Seyda; † 3. März 1886 in Kassel) war ein deutscher Opernsänger.

## Leben
Als Sohn eines protestantischen Pfarrers studierte Lindemann zunächst an der Friedrichs-Universität Halle Evangelische Theologie. Er wurde 1843 im Corps Borussia Halle aktiv und zeichnete sich auf allen drei Chargen aus. Nachdem er die Theologenausbildung bereits weitgehend beendet hatte, entschloss er sich zur Ausbildung seiner Bassstimme. Er wurde in Leipzig Schüler von Eduard Böhme. Richard Wagner, damals Hofkapellmeister an der Dresdner Oper, trug ihm ein Engagement an diesem Haus an. So kam er dort im Mai 1847 als Sprecher in der Zauberflöte zu seinem Bühnendebüt. Er ging 1849 an das Hamburger Stadttheater und gehörte bis 1855 zum Ensemble dieses Hauses. In Hamburg wirkte er in mehreren Premieren zeitgenössischer Opern mit: 1850 als Zacharias in Der Prophet von Meyerbeer, 1853 als Landgraf in Tannhäuser und der Sängerkrieg auf Wartburg, 1855 als König Heinrich im Lohengrin. In Hamburg kam seine Tochter Elisabeth Telle-Lindemann (1854–1914) zur Welt. Anfangs von ihm unterrichtet, wurde sie eine bekannte Mezzosopranistin. Er sang 1855 wieder für eine Spielzeit an der Dresdner Oper, folgte dann aber dem Ruf an die Hofoper von München. Als ihr Mitglied 1856–1862 hatte er dort eine sehr erfolgreiche Karriere. In München sang er Partien wie den Kaspar im Freischütz, den Jacob in Joseph von Étienne-Nicolas Méhul, den Mephisto im Faust, den Mikhéli in Der Wasserträger (Les deux journées) von Luigi Cherubini. 1858 wirkte er in der dortigen Premiere des Lohengrin als König Heinrich mit. 1863 nahm er ein Engagement am Hoftheater von Kassel an, wo er bis zu seiner Pensionierung im Jahre 1883 blieb. Von seinen Partien für die Bühne seien noch der Marcel in Giacomo Meyerbeers Les Huguenots, der Bertram in dessen Robert le diable, der Sarastro in der Zauberflöte und der Leporello im Don Giovanni hervorgehoben. Später wirkte er als Pädagoge in Kassel. Er starb mit 64 Jahren.